# Alberto Fava
Alberto Fava (Bologna, 2 aprile 1877 – Roma, 4 dicembre 1952) è stato un ingegnere italiano.

## Biografia
Si laurea in ingegneria presso l'Università di Bologna il 16 agosto 1900, sposa Vittorina Battistini (fu Numa) nel novembre del 1912, si trasferisce quindi a Roma per proseguire l'attività di ingegnere presso il Ministero dei trasporti. Ha tre figlie (Gabriella, Maria e Anna Maria, che sposò O. Vodret).
Ingegnere specializzato nelle costruzioni delle strutture in ferro. Sue principali realizzazioni, nel corso della lunga carriera, sono la progettazione e realizzazione della tettoia in ferro per la copertura dei treni e dei viaggiatori della nuova Stazione Centrale di Milano, inaugurata nel 1931, e vedi a tal proposito i seguenti link sulla storia di Milano e le Grandi Stazioni Italiane, ed inoltre la progettazione e realizzazione della galleria di testa della Stazione di Firenze, oltre che la realizzazione della gran parte dei ponti ferroviari in ferro nel centro-nord Italia.
Fino al 1943,  fu a capo dell'Ufficio VI del Servizio Lavori (Costruzioni Metalliche). Lasciato il servizio attivo, ha continuato nella sua opera di studioso, collaborando con Istituti Universitari in ricerche su problemi di Scienza delle Costruzioni; numerosi i suoi scritti su riviste tecniche, tra le quali "La Rivista Costruzioni Metalliche".